# Пиквикский клуб (спектакль)
«Пиквикский клуб» — спектакль Московского Художественного театра, поставленный советским режиссёром Виктором Станицыным в 1934 году по мотивам романа английского писателя Чарльза Диккенса «Посмертные записки Пиквикского клуба». Текст театральной адаптации создала Наталья Венкстерн, вероятно, при некотором участии одного из двух ассистентов режиссёра спектакля Михаила Булгакова. Предполагается, что прежде всего он имел отношение к созданию сцены «В суде» (Акт V, Картина III), где был задействован в роли судьи. После литературной обработки 57 глав романа трансформировались в пролог, четыре акта, восемь картин. В качестве сюжетообразующей линии прежде всего выбраны взаимоотношения между мистером Пиквиком и вдовой Бардль, судебный процесс, тюрьма, освобождение и счастливый финал. 
Премьера инсценировки прошла 1 декабря 1934 года. 27 декабря того же года отрывки из спектакля были представлены радиослушателям. Роль «Президента суда» в спектакле и основанной на ней радиопостановке сыграл Булгаков, для которого это была единственная профессиональная актёрская работа. До 1938-го года адаптацию показали 279 раз и возобновили после Великой Отечественной войны. В общей сложности состоялось 643 представления спектакля. 14 апреля 1978 года на сцене Ленинградского Большого драматического театра имени прошла премьера спектакля «Пиквикский клуб», основанного на мхатовской адаптации 1934 года. На основе инсценировки Венкстерн была создана комическая опера композитора Григория Шантыря «Пиквикский клуб» (1978), сняты советские телефильмы «Записки Пиквикского клуба» (1972) и «Пиквикский клуб» (1986).

## Сюжет

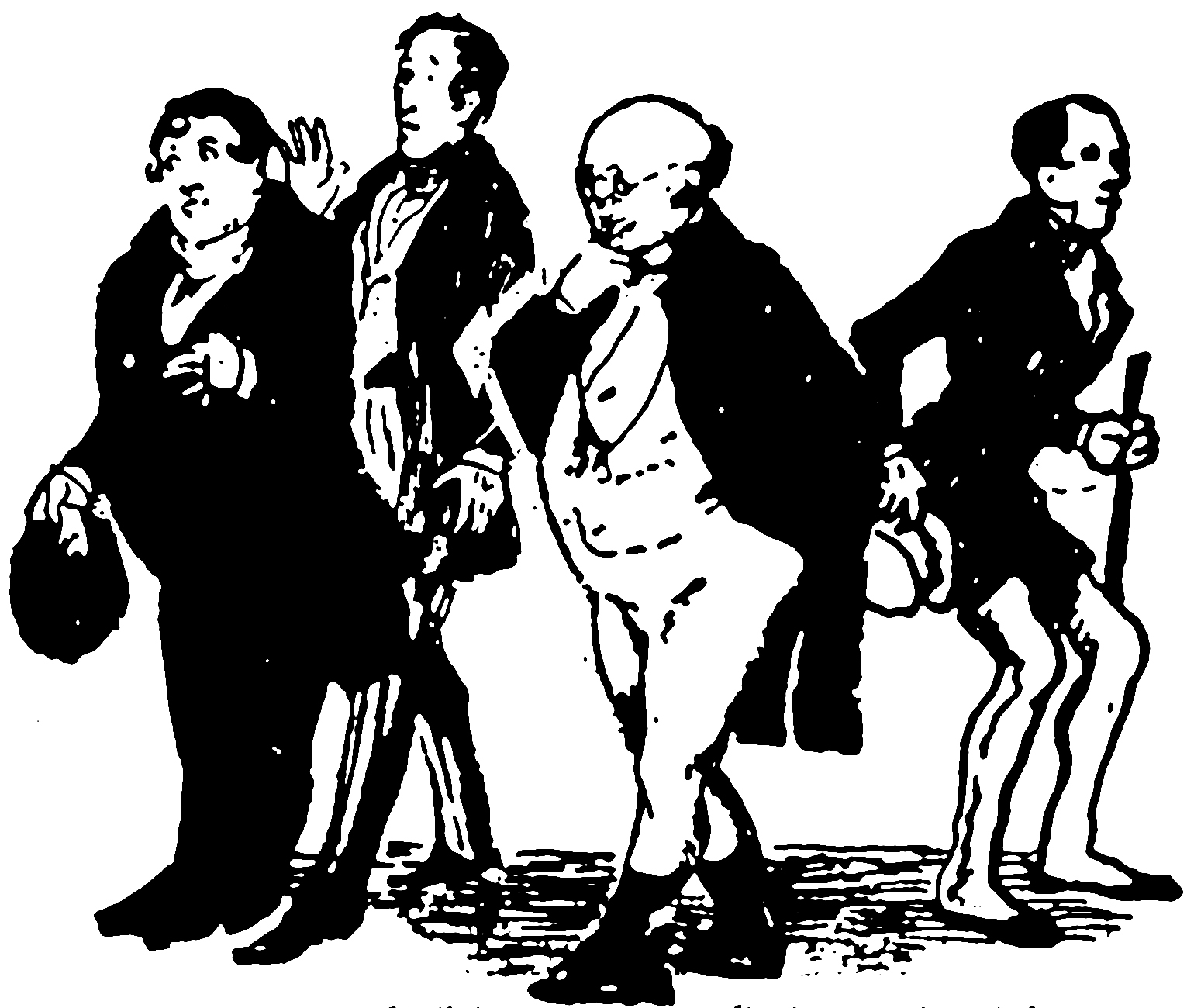
Иллюстрация Физа (Брауна Хэблота Найта) 1836 года к роману Диккенса «Посмертные записки Пиквикского клуба». Изображены пиквикисты: Тапмен, Уинкль, Пиквик и Снодграсс

На заседании Пиквикского клуба вице-президент мистер Смиггерс выносит на голосование предложение создать «корреспондентское общество». Сэмюэль Пиквик, основатель клуба, произносит речь о целях объединения: «Горячая вера в торжество человеческой добродетели, каковую вы, без сомнения, разделяете с нами, воодушевляет нас, и мы заявляем, что отныне посвящаем себя бескорыстному служению науке, добру и справедливости». Друзья отправляются на съёмную квартиру Пиквика. Их встречает «Малютка Бардль», который говорит, что тот, кто им нужен, дома. После этого он неожиданно кричит: «Он бьёт мою маму!!!». Мальчик стремительно бросается на Пиквика и кусает его. К ещё большему изумлению членов клуба, они застают хозяйку квартиры вдову Бардль в объятиях их друга. Выясняется, что незадачливый джентльмен, отправляясь в путешествие со своими компаньонами, сказал своей хозяйке, что уже в ближайшее время в доме будет «опытный друг», на которого она сможет во всём положиться. Пиквик имел в виду слугу, которого он собрался вскоре нанять, но миссис Бардль решила, что ей делают любовное предложение. С радостью она бросается Пиквику на шею, ничего не понимая, тот пытается увернуться от неё. Именно эту сцену и видят его друзья. Они поражены, а вдова падает в обморок, но быстро приходит в себя, и уходит под руку со своим плачущим сыном. После этого появляется жизнерадостный Сэм Уэллер, который пришёл наниматься к Пиквику. После утверждения своей кандидатуры он удаляется. Миссис Бардль, поддерживаемая своей соседкой Клеппинс, решает подать иск в суд на Пиквика и нанимает типичных адвокатов-стервятников Додсона и Фогга. 
По недоразумению пиквикисты вступают на улице в конфликт со свирепым возчиком и его коллегами. В это время находчивый Уэллер отсутствовал и не смог выручить незадачливых друзей. Им на помощь приходит мелкий мошенник Джингль, который избавляет их от взбучки. На военном параде Снодграс знакомится с семейством Уордль: Эмилией, Винкель с её кузиной Арабеллу, Тапмен с мисс Рахиль. После этого пиквикисты добираются в поместье Динли-Дэлл, где Сэм Уэллер ухаживает за обворожительной служанкой Мэри. Однако идиллическая жизнь в поместье прерывается вызовом в суд по «делу Бардль против Пиквика». На суде адвокат Додсон обвиняет «развратного скорпиона» мистера Пиквика в обмане бедной вдовы. Суровый Президент суда неоднократно обрывает натуралистические метафоры представителя истицы, но Додсон продолжает в том же духе: «О Пиквик! Пиквик! Как кровожадный лев ворвался ты в семейство тихой лани! (Председатель бешено звонит в колокольчик.). Но близок час! Карающая рука господа поразит неистового хищника! (Председатель звонит неистово). А вы, милостивый государь, прольёте целительный бальзам справедливости на сердечные раны оскорбленной лани!» В итоге глава суда лишил Додсона слова. В конце процесса судья задаёт вопрос присяжным о том, виновен ли ответчик и должен ли был он жениться. После того как они принимают решение не в пользу Пиквика, он заявляет, что пойдёт в тюрьму, но ничего не выплатит вдове. 
Пиквика арестовывают и помещают в лондонскую Флитскую долговую тюрьму. Там к нему присоединяется Уэллер, который намеренно не оплатил счёт в гостинице. В тюрьме они встречают Джингля со своим слугой, а также вдову Бардль, которую засадили её адвокаты за то, что она не выплатила им гонорар. Она извиняется перед Пиквиком и отказывается от всех претензий. Тот в ответ выписывает чек её адвокатам. Пиквикисты и их друзья собираются в Дингли-Дэлл на Рождество. Четыре влюблённые пары счастливо воссоединяются. Джингль и его слуга просят помочь им отправиться в колонии, чтобы начать новую жизнь. Получив чек, они, довольные, удаляются. Пиквик произносит короткую речь о пользе путешествий и о том, что клуб прекращает свою деятельность.

## История

### Предыстория
Создать спектакль по мотивам романа английского писателя Чарльза Диккенса «Посмертные записки Пиквикского клуба» (1836—1837) решился актёр театра МХАТ Виктор Станицын, для которого это была первая самостоятельная постановка. Он родился в 1897 году в Екатеринославе. В 1916—1917 годах учился в Императорском Московском университете. В 1918 году поступил во 2-ю студию МХТ, тогда же начал играть в спектаклях. С 1924 года играл на сцене МХАТа, где стал известен в ролях мягкого, лирического плана. Критика особо выделяла созданные им образы «безвольных, нерешительных, часто беспринципных и легкомысленно-беспечных людей». Став успешным актёром, он стал подумывать о том, чтобы стать режиссёром. Искусствовед, театровед, литературный и театральный критик Елена Полякова писала, что Станицын ещё будучи актёрам проявлял режиссёрские качества: умел «помочь товарищу, подсказать ему жест, интонацию». В 1932 году он обратился к руководству МХАТа с предложением поставить спектакль по роману Диккенса с участием молодых актёров. До этого времени зарубежная «буржуазная» классика подвергалась нападкам со стороны «левых» критиков, но в связи с роспуском в 1932 году Российской ассоциации пролетарских писателей ситуация несколько изменилась. 

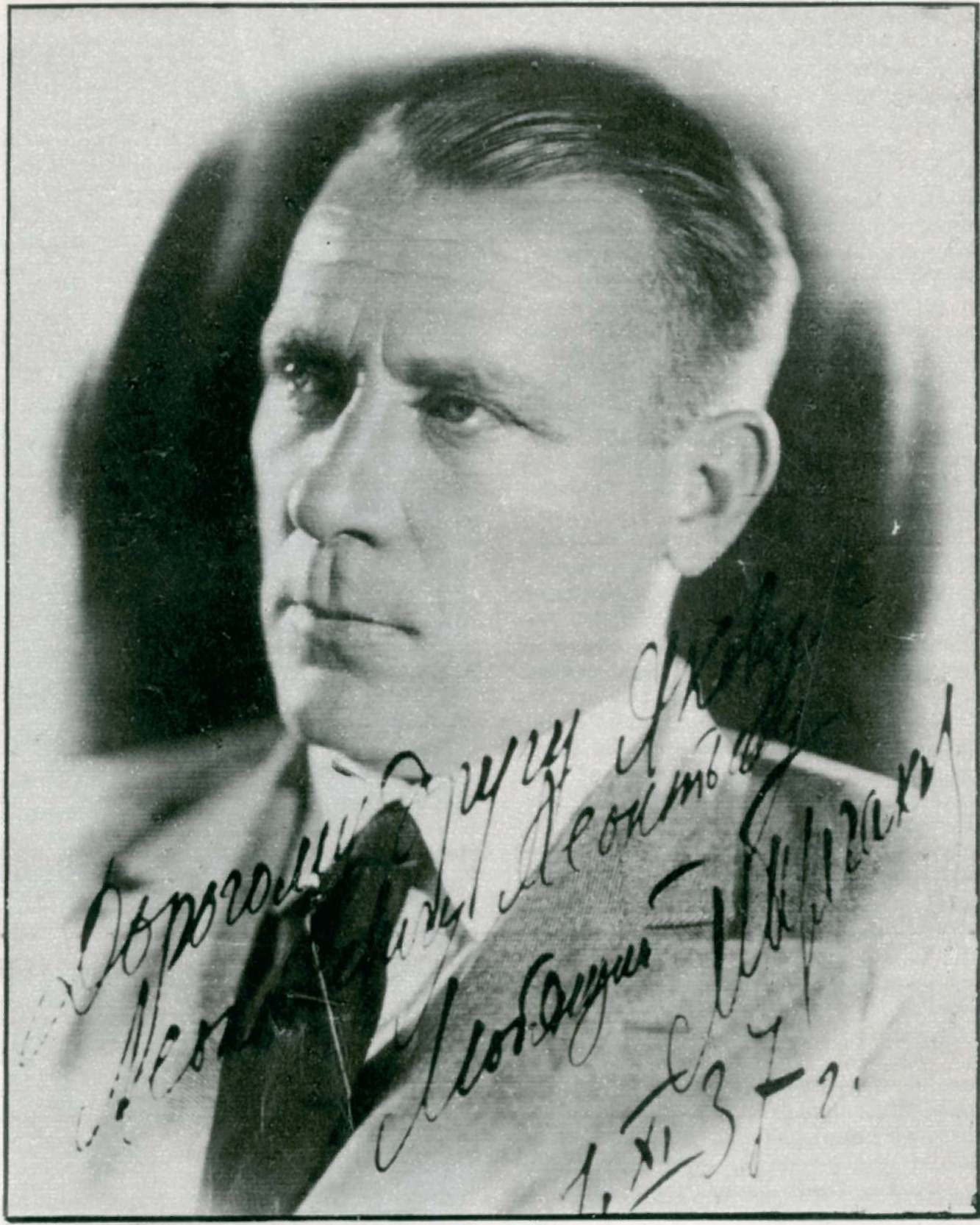
Михаил Булгаков в 1937 году

### Литературная адаптация и подготовка
Адаптация текста была поручена писательнице, драматургу Наталье Венкстерн. Станицын отмечал, что «Пиквикский клуб» представляет собой не инсценировку романа Диккенса, так как «это самостоятельное произведение Н. А. Венкстерн, написанное по материалу Диккенса. Художественный театр выбрал эту пьесу, главным образом, потому, что в ней заключена большая и глубокая жизнерадостность, увлекающая бодрость, искренняя весёлость». Предполагается, что некоторое участие в литературной обработке текста английского классика принял Михаил Булгаков. В начале 1930-х годов он находился в сложной ситуации: произведения перестали печатать, пьесы изымались из репертуара театров. В 1930-м году ему удалось устроиться в МХАТ режиссёром-ассистентом, где он проработал в этом качестве до 1936 года. В марте 1931 года он впервые обратился к основателю театра Константину Станиславскому с просьбой «включить его в актёры». После этого Булгакова приняли в актёрский цех театра. В ноябре 1932-го года его назначили помощником режиссёра планируемого спектакля «Пиквикский клуб» и утвердили на небольшую роль Президента суда. Литературоведы полагают, что Булгаков прежде всего приложил руку к сцене «В суде» (Акт V, Картина III), где он был задействован как актёр. В том числе это предположение основывается на свидетельстве второй жены Булгакова — Любови Белозёрской. Отмечая, что по Москве поползли слухи о том, что именно Михаил Афанасьевич занимается адаптацией романа, она отвергла их как безосновательные, но дальше указала: «Наташа [Венкстерн] приносила готовые куски, в которых она добросовестно старалась сохранить длинные диккенсовские периоды, а М. А. молниеносно переделывал их в короткие сценические диалоги. Было очень интересно наблюдать за этим колдовским превращением». Вторым помощником режиссёра был утверждён Иосиф Раевский. После литературной переделки 57 глав романа трансформировались в пролог, четыре акта, восемь картин. В развитии сюжета принимало участие более 30 персонажей. Адаптация обсуждалась на заседании Художественного совета МХАТа, после чего она была принята в репертуар, но первоначально только «в прикидке». «Пробуйте, а там посмотрим…», — было заявлено создателям. 7 мая 1932 года прошла читка инсценировки на режиссёрском совещании МХАТа. По просьбе Венкстерн текст читал Булгаков, который кратко высказал своё суждение: «Считаю, что в данном случае мы имеем блестящее перенесение на сцену сатирического романа Диккенса». 9 мая 1932 года пьеса была одобрена Главрепеткомом.
В качестве композитора спектакля был привлечён Николай Сизов, а в качестве художника — Пётр Вильямс, успешно работавший при оформлении театральных постановок Ленинграда и Москвы. Его первая самостоятельная работа была положительно принята создателями, а позже зрителями и критиками. «Точность восприятия времени — двадцатых–тридцатых годов XIX века в Англии, но также и в России, проступала в оформлении сценического пространства, в рисованных на полотне пейзажах, на „промежуточных“ занавесях-панно, в вещном, аксессуарном оформлении интерьеров, но прежде всего — в костюмах», — писала Полякова.
В начале лета 1933 года Станиславский уехал для лечения за границу и к августу 1934 год, когда он вернулся во МХАТ, видимо забыл об участии Булгакова в этой постановке. Театровед Виталий Виленкин оставил свидетельство о генеральной репетиции спектакля, на которой присутствовал Станиславский:
Началась сцена «В суде». «Президент суда» в тяжёлом седом парике, с багровым толстым носом и злющими глазками, расставив локти, приступил к допросу. «Президент» этот, как известно, почему-то яростно ненавидит всех животных и потому не выносит никаких метафор или сравнений из животного мира, а тут ими, как на грех, так и прыщет судейское красноречие. Знаменитая реплика: «Да бросьте вы зверей или я лишу вас слова!» прозвучала с такой неподдельной яростью, что захохотал весь зал, а громче всех Станиславский. «Кто это? — быстро прошептал он Станицыну, не узнавая актёра. — «Булгаков». — «Какой Булгаков?» — «Да наш же, наш Булгаков, писатель, автор «Турбиных». — «Не может быть». — «Да Булгаков же, Константин Сергеевич, ей-богу!» — «Но ведь он же талантливый...» — и опять захохотал на что-то громко и заразительно, как умел хохотать на спектакле только Станиславский.

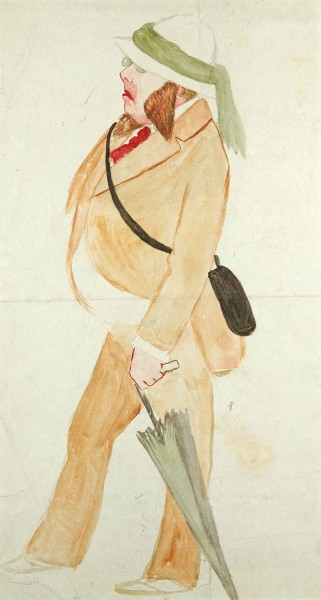
Пётр Вильямс. Эскиз костюма для спектакля «Пиквикский клуб»

Реплики судьи и мотивация его поведения, которые описал Виленкин, не совпадают с текстом инсценировки, опубликованного в 1934 году, а также далеки от диккенсовского оригинала. Литературовед Феликс Балонов выделил основные расхождения. Первое — в пьесе Президент суда говорит Додсону: «Если вы ещё раз употребите сравнение с каким-нибудь животным или птицей, я лишу вас слова», а Виленкин привёл реплику в следующей форме: «Да бросьте вы зверей или я лишу вас слова!» Это можно объяснить разницей текста опубликованной инсценировки с версией режиссёрской разработки и суфлёрским текстом. Второе — животные метафоры звучат из уст только адвоката, а не всех «судейских». Третье — глава суда не терпит сравнений не только с животными, но и вообще со всем, что насыщено «чрезмерным натурализмом». Так, дальше по ходу действия он взрывается от употребление одним из свидетелей слова «штаны». Также Балонов предположил, что при создании сцены в суде Булгаков отразил свои впечатления и людей своего круга от советских судебных процессов 1920-х — 1930-х годов. Например, «Шахтинское дело», «Дело Промпартии» «Дело А. В. Чаянова» (с ним Булгаков был лично знаком). «Тогда-то сравнениями с животными блистало судейское и прокурорское красноречие. Были там и „презренные шакалы“, и „грязные свиньи“, и „взбесившиеся псы“, и масса тому подобных метафор».  

### Приём и судьба постановки
Премьера спектакля прошла 1 декабря 1934 года в филиале МХАТ в 19:30 часов (в день убийства Сергея Кирова). Согласно афише на премьере роли исполнили следующие артисты: Василий Топорков, Софья Гаррель, Анна Дмоховская, Лидия Зуева, Анна Коломийцева, Анна Комолова, Марина Кнебель, Ольга Лабзина, Анна Монахова, Елена Морес, Ирина Полонская, Ольга Якубовская, Дмитрий Аркадьевский, Владимир Аталов, Михаил Баташов, Сергей Блинников, Михаил Болдуман, Михаил Булгаков, Владимир Грибков, Александр Звенигорский, Евгений Калужский, Александр Карев, Александр Комиссаров, Григорий Конский, Владимир Красюк, Павел Людвигов, Юрий Недзвецкий, Борис Петкер, Иосиф Раевский, И. И. Рыжов, Сергей Сверчков, Зиновий Цильман, В. С. Цишевский и другие. С самого начала спектакль получил хороший приём и имел длительный успех у публики. Советские критики отнеслись к спектаклю менее благосклонно, но, по выражению Поляковой, были «снисходительны». В частности, создателей и актёров корили за то, что они снизили «острейшую социальность» английского писателя, его сопереживание беднякам, сатирическую направленность. При этом отмечалось бережное отношение к первоисточнику, режиссура и игра молодого поколения мхатовских актёров.  
В период многолетней истории постановки в ней был задействован целый ряд актёров: Владимир Грибков (мистер Пиквик), Василий Топорков (Сэм Уэллер), Александр Карев (Додсон), Елена Морес (Малютка Бардль, миссис Бардль), Анна Дмоховская (миссис Бардль), Иосиф Раевский (Фогг и Перкер, мистер Джингль, Бен Аллен), Михаил Болдуман (Фогг), Михаил Булгаков (Президент суда). Последний участвовал в девятнадцати спектаклях подряд. 12 февраля 1935 года в роли судьи его впервые сменил Николай Курочкин. Позже в связи с омоложением актёрского состава в него вошли: Константин Градополов (Уолтер Гей), Валентина Калинина (Флоренс), Евгения Ханаева (миссис Чик) и другие исполнители. До 1938-го года адаптацию показали 279 раз и восстановили после окончания Великой Отечественной войны. В общей сложности состоялось 643 представления инсценировки Венкстерн. В 1972 году фирма «Мелодия» выпустила грамзапись спектакля 1955 года под названием «Чарльз Диккенс: Пиквикский клуб». 14 апреля 1978 года на сцене Ленинградского Большого драматического театра имени М. Горького прошла премьера постановки «Пиквикский клуб» Георгия Товстоногова, основанной на мхатовской адаптации 1934 года. По наблюдению критика Инны Соловьёвой, Товстоногов «её изрядно изменял, дополнял деталями, но всё же остался при ней как при основе». Адаптация Венкстерн легла в основу комической оперы в 3 действиях, 8 скандалах (картинах) с прологом и просцениумами композитора Григория Шантыря «Пиквикский клуб» (1978), советских телефильмов «Записки Пиквикского клуба» (1972) и «Пиквикский клуб» (1986). 

### Радиоспектакль
Радиоспектакль, основанный на мхатовской инсценировке, анонсировался за полгода до выхода в эфир. 24 декабря 1934 года было объявлено, что премьера радиоспектакля пройдёт через несколько дней — 27 декабря в 19:30 на станции ВЦСПС. Елена Булгакова, третья жена Михаила Афанасьевича, 28 декабря 1934 года в дневнике записала: «Вчера он, вместе с некоторыми актёрами, играл в Радиоцентре отрывки из „Пиквикского клуба“». Феликс Балонов пришёл к выводу, что радиоспектакль вышел в эфир 27 декабря 1934 года и тогда же была сделана фотография, запечатлевшая фрагмент радиопостановки. На ней были представлены: Михаил Булгаков (у микрофона), Владимир Грибков, Михаил Болдуман, Александр Карев, Елена Морес, Иосиф Раевский, Василий Топорков. Она была опубликована в феврале 1935 года в журнале «Говорит СССР». Под фотографией был помещён следующий комментарий: «Всё чаще и чаще в эфире звучат голоса артистов Московского художественного театра им. М. Горького. Не только с отдельными выступлениями и отрывками из постановок, но и с целыми постановками и монтажами их выступают Мхатовцы у микрофона. На снимке: передача постановки МХАТ им. М. Горького „Пиквикский клуб“ по радио. Артисты Булгаков М. П., Грибков, Болдулин, Корев, Морес, Раевский и Топорков у микрофона во время передачи». Балонов предположил какой именно момент запечатлён на фотографии. По его оценке, это сцена «В суде», где идёт процесс по иску вдовы Бардль к мистеру Пиквику, который, по её мнению, якобы обманул её не женившись на ней. Вместе с истицей в суде находится её сын — «Малютка». При словах адвоката о смерти мистера Бардля мать и сын начинают рыдать, а судья, который ненавидит слёзы и натуралистические подробности, требует мать и сына остановиться. Запись спектакля не сохранилась, но высказывались надежды, что она всё же уцелела и её обнаружат. В таком случае она может стать единственной сохранившейся записью голоса Булгакова. По выводам Балонова, радиоспектакль звучал в записи не один раз.